# پی‌ال-۴
پی‌ال-۴ (چینی ساده: 霹雳-۴; پین‌یین: Pī Lì-۴; به معنای «تندر-۴») یک موشک هوا به هوا (AAM) بود که توسط جمهوری خلق چین توسعه یافت. این موشک توسط مؤسسهٔ پژوهشی ۶۱۲ و کارخانهٔ ژوژو طراحی شد. نخستین نسخهٔ آن، پی‌ال-۴آ، نخستین موشک هدایت شونده با راداری نیمه‌فعال (SARH) چین بود. این موشک بعداً به نسخهٔ فروسرخ پی‌ال-۴بی توسعه یافت.

## توسعه
برنامهٔ توسعهٔ پی‌ال-۴ در مارس ۱۹۶۶ آغاز شد. طراحی آن ممکن است با الهام از موشک آمریکایی ایم-۷ اسپارو که از جنگ ویتنام غنیمت گرفته شده بود توسعه یافته باشد. آزمایش زمینی نمونهٔ اولیه بر اساس نیازهای دههٔ ۱۹۶۰ در نوامبر ۱۹۸۰ تکمیل شد و مرحلهٔ دوم توسعه در ژوئیهٔ ۱۹۸۱ آغاز گردید. این برنامه در سال ۱۹۸۴ به‌دلیل از رده خارج شدن فناوری و نیز به‌دنبال عادی‌سازی روابط با ایالات متحده و دسترسی به تسلیحات مدرن غربی لغو شد.
پی‌ال-۴ قرار بود بر روی چنگدو جی-۹ نصب شود که آن پروژه در سال ۱۹۸۰ لغو شد و پس از آن برای شن‌یانگ جی-۸۲ مورد استفاده قرار گرفت. مشکلات مربوط به رادار نوع ۲۰۸ در جی-۸۲ عملکرد هدایت راداری نیمه‌فعال را محدود می‌کرد و لغو توسعه این موشک تأثیر منفی چشمگیری بر توسعهٔ جی-۸۲ داشت.

## گونه‌ها
پی‌ال-۴آ
نسخهٔ هدایت راداری نیمه‌فعال (SARH)
پی‌ال-۴بی
نسخهٔ هدایت فروسرخ (IRH)
فنگ‌لِی-۷ (چینی: 风雷-۷)
موشک ضد تابش بر پایهٔ پی‌ال-۴، با فناوری‌هایی که از روی اِی‌جی‌ام-۴۵ شرایک بازیابی‌شده از جنگ ویتنام مهندسی معکوس شده بود. این موشک بین سال‌های ۱۹۷۷ تا ۱۹۸۴ توسعه یافت، اما در نهایت پروژه توسعه آن نیز لغو شد.